# Oost-Berlijn

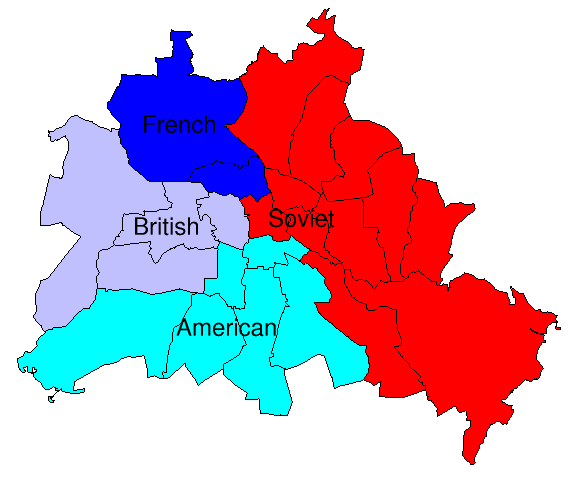
De vier sectoren van Berlijn

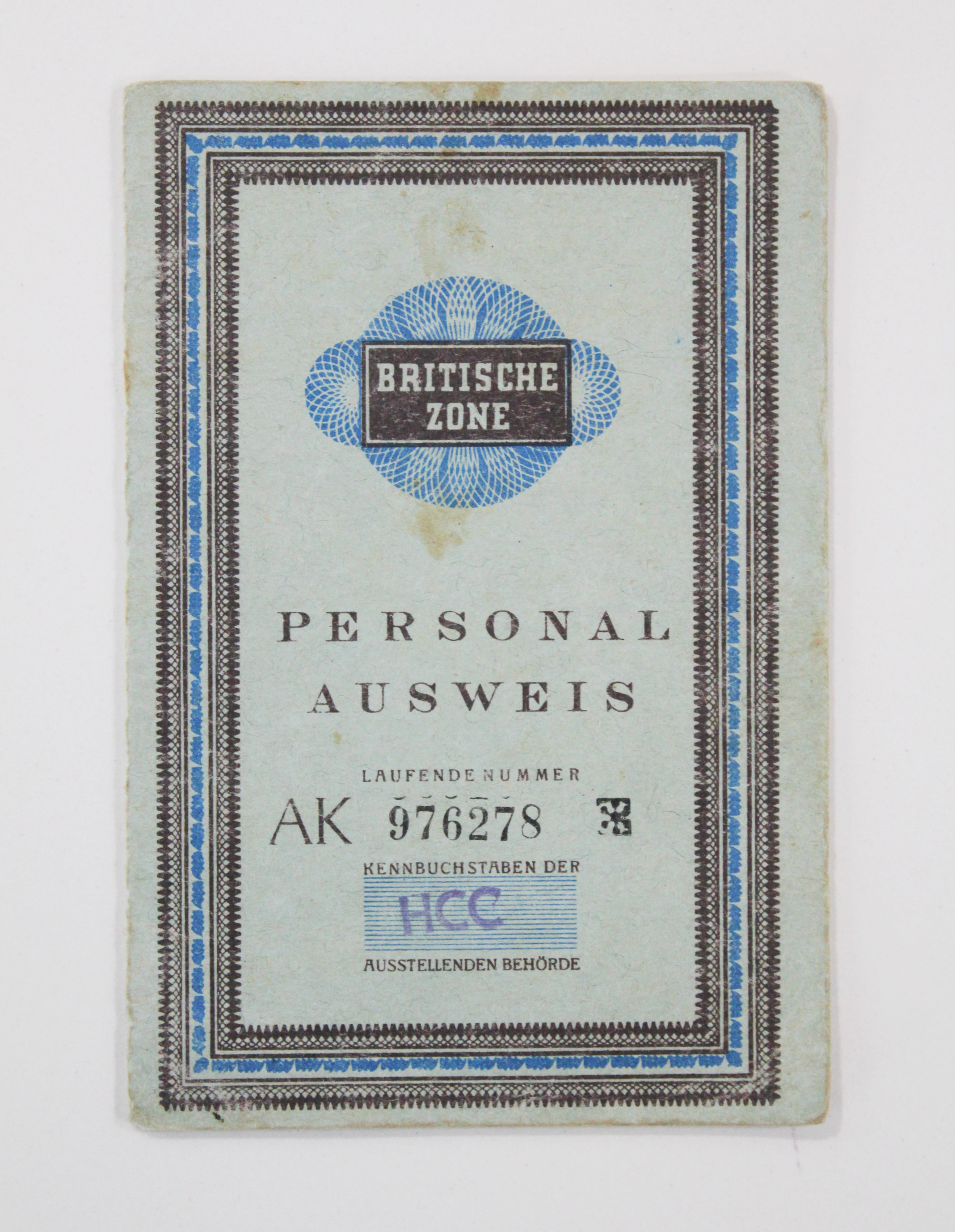
Pas voor toegang tot de Britse zone

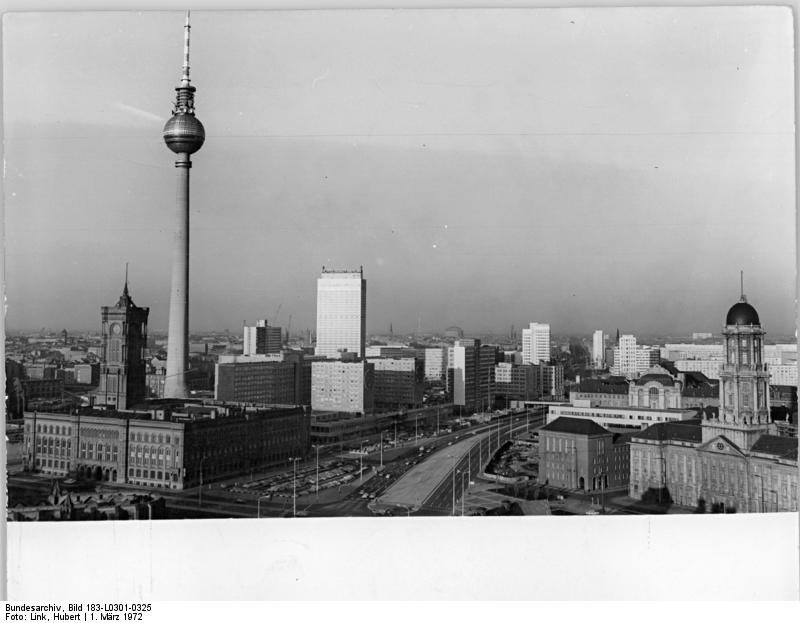
Centrum (1972)

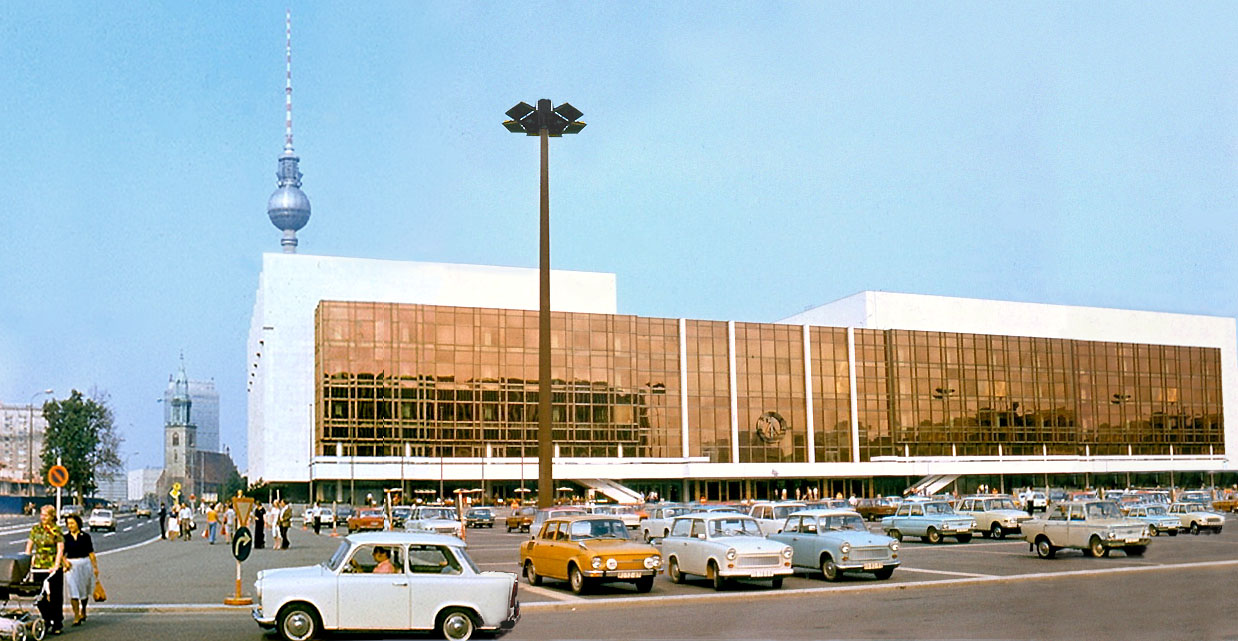
Palast der Republik (1977)

Oost-Berlijn was ten tijde van de Duitse deling het oostelijke deel van Berlijn. Het werd gevormd door de Sovjet-Russische bezettingszone van Groot-Berlijn. Volgens de afspraken van het Akkoord van Potsdam was Oost-Berlijn geen onderdeel van de Sovjet-bezettingszone in Duitsland (vanaf 1949 Duitse Democratische Republiek), hetgeen vanaf 1961 door de DDR-regering werd betwist door het uitroepen van (Oost-) Berlijn als Hauptstadt der DDR. Oost-Berlijn telde in 1986 ongeveer 1,2 miljoen inwoners.
Van 13 augustus 1961 tot 9 november 1989 was West-Berlijn van Oost-Berlijn en de rest van de DDR gescheiden door de Berlijnse Muur. Alhoewel de meeste Oost-Duitsers niet naar het Westen konden, was verkeer tussen Oost- en West-Berlijn mogelijk bij verschillende grensovergangen, waarvan Checkpoint Charlie de bekendste is. Ook treinverkeer was mogelijk. Met de S-Bahn en U-Bahn kon men vanuit het westen reizen naar het in het oosten gelegen station Friedrichstraße, waar men na (te voet) de grenscontroles gepasseerd te hebben, Oost-Berlijn kon binnengaan.

## Status
Berlijn werd na afloop van de Tweede Wereldoorlog bezet door de geallieerde troepen van Frankrijk, het Verenigd Koninkrijk en de Verenigde Staten in het westen, en de Sovjet-Unie in het oostelijke deel. Deze machten verdeelden de stad in vier sectoren. De drie westelijke sectoren vormden de basis van West-Berlijn, de oostelijke sector die van Oost-Berlijn. Tot een politieke scheiding kwam het in 1948 toen de Sovjet-Unie de burgemeesterskeuze van het stadsparlement niet accepteerde en een eigen burgemeester en parlement installeerde.
Toen op 7 oktober 1949 in de Sovjet-Russische bezettingszone de Duitse Democratische Republiek werd uitgeroepen gold deze alleen voor de Länder Brandenburg, Mecklenburg-Voor-Pommeren, Saksen, Saksen-Anhalt en Thüringen. In dezelfde grondwet werd ook besloten: Die Hauptstadt der Republik ist Berlin ('De hoofdstad van de republiek is Berlijn'), waarmee werd verwezen naar oorspronkelijke hoop dat er uit de verschillende bezettingszones van Duitsland één republiek zou worden uitgeroepen.
De Sovjet-Russische sector van Berlijn behoorde niet bij de Sovjet-Russische bezettingszone in Duitsland en werd daardoor in 1949 ook geen onderdeel van de DDR. Wetten van de DDR werden in Oost-Berlijn pas in werking gesteld als ze goedgekeurd werden door de magistraat van Berlijn. Omgekeerd bezaten de Oost-Berlijnse leden van de Volkskammer geen volwaardig lidmaatschap en hadden zij alleen een adviserende stem.
In de praktijk was de binding met de DDR echter al snel zeer nauw. Vanaf het begin nam de DDR-regering haar zetel in (Oost-)Berlijn en proclameerde geheel Berlijn als haar hoofdstad. Vanaf 1953 kon een Oost-Duitse identiteitskaart eveneens in Oost-Berlijn aangevraagd worden.
Een arbeidsconflict met de overheid leidde in juni 1953 tot stakingen. Arbeiders kwamen in opstand, maar de opstand werd met de hulp van Sovjettanks bloedig neergeslagen. Er vielen 51 doden en duizenden arrestaties volgden.
In januari 1957 nam de magistraat van Berlijn een tweetal wetten aan die de binding tussen Oost-Berlijn en de DDR verstevigden. Voortaan stond de magistraat onder gezag van de ministerraad van de DDR, waarmee de DDR-regering feitelijk direct gezag kreeg over Oost-Berlijn.
De laatste grote integratie kwam na de bouw van de Berlijnse Muur in 1961. In september van dat jaar besloot de Staatsraad van de DDR dat Berlijn in zijn functie gelijkgesteld werd aan de 14 overige districten zoals deze in 1952 waren gevormd uit de voormalige Länder. De in januari 1962 ingevoerde dienstplicht in de Nationale Volksarmee gold ook voor Oost-Berlijn. De DDR-regering betitelde Oost-Berlijn officieel als Berlin, Hauptstadt der DDR (Berlijn, hoofdstad van de DDR), hetgeen later ook vermeld werd op de transitwegen tussen de Bondsrepubliek en West-Berlijn. Als in Oost-Duitse geschreven teksten Berlin werd genoemd, dan bedoelde men meestal alleen het oostelijk deel van de stad. Als men op de gehele stad doelde werd meestal gebruikgemaakt van de term Groß-Berlin. Doelde men specifiek op het westelijk deel van de stad, dan betitelde men dit als Besondere politische Einheit Westberlin (bijzondere politieke entiteit West-Berlijn), kortweg Westberlin.
Volgens de westerse geallieerden en de Bondsrepubliek was Oost-Berlijn echter geen onderdeel van de DDR. Dit bleek onder meer uit de formulering van de West-Duitse permanente vertegenwoordiging die sinds het afsluiten van het Grundlagenvertrag in Oost-Berlijn gevestigd was. Deze heette officieel Ständige Vertretung der Bundesrepublik bei der DDR (permanente vertegenwoordiging van de Bondsrepubliek bij de DDR) en dus niet in der DDR. Officiële bezoeken van West-Duitse leiders vonden om dezelfde redenen nooit in Oost-Berlijn plaats, maar in een andere stad in de DDR. Zo ontmoette Willy Brandt Erich Honecker in 1969 in Erfurt en vond het staatsbezoek van Helmut Schmidt in 1981 in Güstrow plaats. Wanneer men in het westen over het oostelijk deel van Berlijn sprak werd dit in de volksmond Ost-Berlin genoemd, in officiële geschriften werd altijd de formulering Berlin (Ost) gebruikt, net zoals het westelijke deel in de volksmond West-Berlin werd genoemd en in officiële geschriften Berlin (West) gebruikt werd.

## Praktijk van het grensverkeer

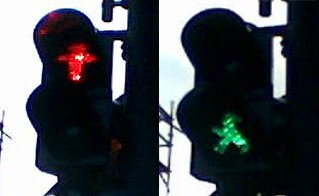
Voetgangerslichten Oost-Berlijnse stijl

Buitenlanders konden de grens passeren bij Checkpoint Charlie en met de S-Bahn bij station Friedrichstraße. Men was verplicht 25 West-Duitse Marken om te wisselen in 25 Oost-Duitse Marken. Voor het DDR-regime was dit een manier om aan harde valuta te komen, aangezien toeristen meestal geld overhielden aan hun bezoek aan Oost-Berlijn en de resterende Ostmarken niet mochten terugwisselen. Meenemen van de Ostmarken naar West-Berlijn was ook verboden, maar daar was niet veel controle op.
Toeristen moesten aan de grens voor 5 West-Duitse Marken een dagvisum kopen en waren verplicht voor middernacht de stad weer te verlaten. Met dit visum konden zij alleen Oost-Berlijn bezoeken en zich niet buiten de stadsgrenzen begeven. Met beperkingen was het wel mogelijk deel te nemen aan een georganiseerde trip naar Potsdam.

## Stadsdelen
Oost-Berlijn bestond in 1990 uit de volgende stadsdistricten:
- Mitte
- Prenzlauer Berg
- Friedrichshain
- Pankow
- Weißensee
- Hohenschönhausen (vanaf 1 september 1985)
- Lichtenberg
- Marzahn (vanaf 5 januari 1979)
- Hellersdorf (vanaf 1 juni 1986)
- Treptow
- Köpenick

## Burgemeesters
Oost-Berlijn had de volgende burgemeesters (Oberbürgermeister):
| Burgemeester           | Partij | Periode                                          |
| ---------------------- | ------ | ------------------------------------------------ |
| Friedrich Ebert junior | SED    | 30 november 1948 – 5 juli 1967                   |
| Herbert Fechner        | SED    | 5 juli 1967 – 11 februari 1974                   |
| Erhard Krack           | SED    | 11 februari 1974 – 15 februari 1990              |
| Ingrid Pankraz         | SED    | 15 februari 1990 – 23 februari 1990 (waarnemend) |
| Christian Hartenhauer  | SED    | 23 februari 1990 – 30 mei 1990                   |
| Tino Schwierzina       | SPD    | 30 mei 1990 – 11 januari 1991                    |
| Thomas Krüger          | SPD    | 11 januari 1991 – 24 januari 1991 (waarnemend)   |

Bezirke: Cottbus · Dresden · Erfurt · Frankfurt · Gera · Halle · Karl-Marx-Stadt · Leipzig · Magdeburg · Neubrandenburg · Potsdam · Rostock · Schwerin · Suhl

Overig gebied: Oost-Berlijn